# Zingiber sulphureum
Zingiber sulphureum là một loài thực vật có hoa trong họ Gừng. Loài này được Ida Theilade miêu tả khoa học đầu tiên năm 1995.

## Lịch sử phân loại
Mẫu Haniff M. & Hj. Mohamed Nur bin Mohamed Ghous SFN 8016 ban đầu được xác định là Z. gracile var. aurantiacum; sau đó được Isaac Henry Burkill (1870-1965) ghi tên là Zingiber sulphureum trên tiêu bản, nhưng ông không công bố loài này. Năm 1995, các tác giả Jill Cowley và Ida Theilade xem xét lại mẫu vật này và cung cấp thông tin mô tả khoa học cho loài này.

## Mẫu định danh
Mẫu định danh: Haniff & Nur SNF 8016 = Haniff M. & Hj. Mohamed Nur bin Mohamed Ghous SFN 8016; do Mohamed Haniff và Mohamed Nur thu thập ngày 18 tháng 6 năm 1922, ở cao độ 3.500 ft (1.150 m), tọa độ 4°37′58″B 102°14′6″Đ / 4,63278°B 102,235°Đ, Gunung Tahan, bang Pahang, Malaysia. Mẫu holotype lưu giữ tại Vườn Thực vật Hoàng gia tại Kew (K), mẫu isotype lưu giữ tại Vườn Thực vật Singapore (SING).
Lưu ý rằng, trong bài báo của mình Jill Cowley và Ida Theilade cho rằng mẫu Evans s.n thu thập tháng 6 năm 1917 ở tọa độ tọa độ 3°42′24″B 102°26′2″Đ / 3,70667°B 102,43389°Đ, Gunung Senyum, lưu giữ tại K và SING cũng là mẫu vật của Z. sulphureum. Tuy nhiên, mẫu Evans I.H.N. 13117 thu thập tháng 6 năm 1917 (không rõ tọa độ) tại Gunung Senyum lưu giữ tại K hiện nay được xác định chính xác là holotype của Amomum cephalotes Ridl., 1920.

## Từ nguyên
Tính từ định danh sulphureum (giống đực: sulphureus, giống cái: sulphurea; cách viết khác: sulfureus, sulfurea, sulfureum) là tiếng Latinh, với nghĩa là lưu huỳnh, chứa lưu huỳnh, màu vàng lưu huỳnh; ở đây để nói tới cành hoa bông thóc có màu vàng lưu huỳnh của loài này.

## Phân bố
Loài này là đặc hữu bang Pahang, Malaysia. Được tìm thấy tại Gunung Tahan, Gunung Senyum và Fraser's Hill. Môi trường sống là rừng mưa thường xanh, trên đất với nền móng granit hay đá vôi, ở cao độ 45-1.200 m.

## Phân loại
Thuộc nhóm Zingiber gracile trong tổ Zingiber, bao gồm Z. aurantiacum, Z. elatius, Z. gracile, Z. kelantanense, Z. petiolatum, Z. raja, Z. singapurense và Z. sulphureum.

## Mô tả
Thân rễ tỏa rộng, với vài sợi rễ ở các mắt. Thân lá cao tới 0,7–1 m, hơi uốn vòng cung, gốc phồng. Bẹ lá hình ống, xếp chồng, thưa lông. Khu vực sát gốc nhiều lá gốc với phiến lá tiêu giảm. Gối màu ánh vàng, có lông tơ, dài 1,5–5 mm. Lưỡi bẹ thuôn tròn, 2 thùy ở đỉnh, có lông khi non, dài 1–6 mm. Lá xếp thành 2 dãy, tập trung ở phần đỉnh thân lá. Phiến lá hình trứng, đỉnh nhọn thon ngắn, đáy thon nhỏ dần tạo thành cuống lá có cánh dài 0,4–2 cm, mặt trên nhẵn nhụi, lồi lên, mặt dưới có lông mềm, (4,5-)12-15 × (1,2-)4–5 cm, màu xanh lục sẫm, bóng. Cuống cụm hoa 5-10(-15) cm, ngầm dưới đất, mọc sát gốc. Cụm hoa nhiều, là cành hoa bông thóc, hình thoi, thanh mảnh, đỉnh nhọn thon, 8-14 × 1,5 cm. Lá bắc hình trứng tới hình trứng rộng, xếp lợp chặt, ban đầu màu vàng lưu huỳnh (màu vành kim tươi) sau chuyển thành màu hồng xỉn khi thuần thục, có lông tơ, đỉnh tù tới nhọn, có đốm mịn dọc theo mép khi khô, 3,5-4 × 1,5–2 cm, đỡ 1 hoa. Lá bắc con không có. Hoa dài 5,5 cm, nở 2 cùng một thời điểm. Đài hoa hình ống, hình trứng, màu vàng nhạt, 2-2,3 × 0,5-0,6 cm, thưa lông, hẹp về phía đáy, chẻ tới nửa chiều dài khi thuần thục, nhọn, 2 răng nông ở đỉnh. Tràng hoa màu vàng nhạt, ống tràng 3,6-3,7 × 0,2 cm; thùy tràng lưng cong, hơi dạng nắp, 2,3-2,6 × 0,4-0,8 cm, đỉnh nhọn; các thùy tràng bên 1,8-2,5 × 0,3 cm, hợp sinh cùng nhau ở 2–3 mm tại đáy và hợp sinh cùng cánh môi trong 4–5 mm từ đáy. Cánh môi 3 thùy, màu vàng nhạt, tổng dài 5 cm; thùy giữa thuôn dài, 1,3-1,8 × 0,4 cm, rộng đầu tới chẻ đôi ở đỉnh, khe chẻ 3–4 mm; các thùy bên (nhị lép bên) thuôn dài, 0,5-1 × 0,4 cm, tổng chiều rộng khi ép dẹt là 1,5 cm. Chỉ nhị dài 1 mm. Bao phấn màu vàng nhạt, mô vỏ 10-15 × 3,5-4,5 mm. Phấn hoa hình cầu với vân như màng não. Phần phụ liên kết thuôn dài, 1,2-1,4 cm, bao quanh phần trên của vòi nhụy. Đầu nhụy thò, có lông rung ở đỉnh. Tuyến trên bầu thanh mảnh, dài 4 mm. Bầu nhụy rậm lông tơ, 3-3,5 × 3–4 mm. Quả nang mọng. Hạt màu đen, áo hạt màu trắng, xé rách, 7-8 × 3,5–4 mm. Ra hoa tháng 6-8.
Tương tự như Z. griffithii và Z. gracile var. aurantiacum; nhưng khác ở chỗ thân nhỏ hơn; phiến lá nhỏ, hình trứng; cành hoa bông thóc ngắn hơn; các lá bắc màu vàng lưu huỳnh; đài hoa ngắn hơn.